# Land (Týr-album)
A Land a feröeri Týr zenekar negyedik albuma. 2008. május 30-án jelent meg Európában, és június 10-én az Amerikai Egyesült Államokban. Az album főként feröeri, illetve részben izlandi és norvég dalokra építkezik, heavy metal stílusban megzenésítve.

## Az album dalai
1. Gandkvæði Tróndar
2. Sinklars vísa
3. Gátu ríma
4. Brennivín
5. Ocean
6. Fípan Fagra
7. Valkyrjan
8. Lokka Táttur
9. Land
10. Hail to the Hammer

## Külső hivatkozások
- A Týr hivatalos honlapja
- Galgóczi Tamás: Týr: Land (CD), Ekultúra (magyar)